# 이세 신궁
이세 신궁(일본어: 伊勢神宮 이세진구[*])은 일본의 신사 가운데 하나다. 미에현 이세시에 있으며, 신사 이름은 미에 현의 옛 이름 가운데 하나인 이세국에서 가져왔다. 일본에서 가장 큰 규모의 신사로, 일본 내 신사 중심 시설이다. 때문에 이세라는 지명을 붙이지 않고 신궁 (神宮)이라고 부르는 게 일반적이다. 일본 국민 사이 "이세 님", "대신궁 님" 등으로 부르기도 있다. 히쿠마 신궁, 구니카카스 신궁과 더불어 "신계" (神階)가 내려지지 않은 신궁으로, 우사 신궁, 이와시미즈 하치만구와 더불어 일본의 종묘로 추앙받는다.

## 개요
태양을 상징하는 신인 아마테라스 오미카미를 모시는 황대신궁과 의식주를 상징하는 신인 도요우케노 오미카미를 모시는 도요우케 대신궁이 있다. 황대신궁을 내궁, 도요우케 대신궁을 외궁이라 부르기도 한다. 특히 아마테라스는 천황 가문의 조상신이었기 때문에, 아마테라스를 모시는 이세 신궁은 일본 천황 가문과 조정에서 매우 중시했던 곳이다. 그래서 본래 이세신궁은 국가 제일의 종묘로서 천황만이 공물을 바칠 수 있었다. 그러다가 중세 이후 이세신궁의 온시(御師, 신사에 소속된 기도사)들의 활동에 의해 아마테라스가 일반 민중들 사이에서도 일본의 수호신으로 신앙되어 광범위한 숭배의 대상이 되었다. 그리고 무로마치 시대에 이르러서는 일본인이라면 누구나 일생에 한 번쯤 이세신궁에 참배해야 한다는 관념이 국가적으로 형성되었다.
두 정궁 주변에 별궁, 섭사, 말사, 소관사 등 123개의 크고 작은 사궁 (社宮)들도 있다. 20년에 한번씩 신궁을 새로 짓는데, 이를 "식년천궁" (일본어: 式年遷宮 시키넨센구[*])이라 한다. 첫 식년천궁은 지토 천황 시대인 690년 거행되었으며, 2년 뒤인 692년 외궁이 완성되면서 마무리되었다. 가장 마지막으로 식년천궁을 거행한 해는 2013년이다. 관련된 시설으로는 신궁 미술관, 신궁 농업관, 신궁 문서 등이 있다.

## 참배 방식
참배 방식은 내궁과 외궁이 서로 멀리 떨어져 있는 관계로, 단순한 관광의 경우는 시간을 감안해 내궁만 참배하기도 하지만, 본래는 우선 외궁을 참배하고 나서, 내궁에 참배하는 것이 정석이다. 또한 외궁에서 세상의 잡다한 일에 대한 부탁을 항목별로 조목조목 빈 다음 내궁에서 가장 먼저 참배에 대한 경의를 표하는 데서 시작해, 되도록이면 자신의 일생의 큰 테마를 가지고 비는 것이 좋다고 알려져 있다. 일본 왕실의 조상신이기도 한 아마테라스 같은 대신(大神)의 영혼 앞에서는 되도록 ‘국가 번영’이나 ‘세계 평화’ 같은 ‘통 큰’ 스케일의 기원을 올리는 것이 좋다고 믿기 때문이다.

## 신사 참배
1955년 자민당 초대 총재인 하토야마 이치로 총리가 이세신궁을 최초로 참배했다. 오사카 이세신궁은 도쿄 야스쿠니 신사, 도쿄 메이지 신궁과 더불어 천황 이데올로기와 국가신도를 지탱해 수행의 정신적 지주 역할을 한 3대 신사다. 이세신궁이 일본 2대 대도시인 오사카시에 있는 것은 아니지만, 그 근처에 있어서 오사카에서 기차로 다녀오는 곳이다.
1967년 사토 에이사쿠 총리가 이세신궁을 참배했다. 사토 총리 이후 일본 정치인들이 매년 연초 이세 신궁 참배를 한다. 연초 이세 신궁 참배는 일본 총리의 정례화되어 있는 공식행사다.
2006년 1월 4일 “야스쿠니신사 참배에 간섭하지 말라”던 고이즈미 준이치로 총리는 이날 이세 신궁을 참배했다. 스기우라 세이켄 법무, 가와사키 지로 후생노동장관 등 각료 뿐 아니라 민주당의 마에하라 세이지 대표도 참배했다. 고이즈미 총리의 5번째 이세 신궁 참배다. 고이즈미는 ‘야스쿠니 신사 참배는 정교분리 원칙 위반으로 위헌’이라는 사법부 판단에 대해 “이세 신궁에도 참배하고 있지만 ‘위헌’이라고 하지 않는다”고 강변했다. 게다가 “이세 신궁에서도 방명록에 ‘내각 총리대신 고이즈미’라고 기록하고 있다”고 목소리를 높였다.
2013년 1월 4일 아베 신조 총리가 이세 신궁을 참배했다. 2012년 12월 총리 취임 이후 첫 신사 참배이다. 이날은 새해 업무개시일이었다.
2013년 10월 이세 신궁에서 20년 주기로 신궁을 새로 짓는 식년천국에 현직 총리로는 84년 만에 처음으로 아베 총리가 참석해 정교분리 원칙을 어겼다는 논란을 일으켰다.
2014년 1월 6일에도 아베 총리가 이세 신사를 참배했다. 새해 업무개시일이었다.
2014년 4월 16일 미국 민주당 존 F. 케네디 대통령의 딸이자 미국 민주당 버락 오바마 대통령의 선거대책위원장을 지낸 캐롤라인 케네디 주일 미국 대사가 스즈키 에이케이 미에현 지사의 초청으로 이세 신궁에 참배했다. 한국과 중국 정부는 항의하지 않았다. 한국과 중국은 야스쿠니 신사만의 참배를 항의하는 것이지, 다른 신사 참배는 항의하지 않는다. 이세신사는 야스쿠니 신사와 함께 일본 보수파의 성지로 불린다. 8일 뒤인 4월 24일 오바마 대통령은 메이지 신궁을 참배했다.
일본 3대 신사 중에서, 한국과 중국은 제2차 세계 대전 전범이 합사되어 있는 도쿄 야스쿠니 신사 참배를 강력하게 항의한다. 자국민의 관광도 언론에서 강력하게 비난하기도 한다. 그러나 3대 신사 중 나머지인 오사카 이세 신궁과 도쿄 메이지 신궁의 일본 정치인, 외국 정상 참배나, 자국민의 관광에 대해서는 크게 신경쓰지 않는다. 이에 대해, 고이즈미 총리 등 일본 극우파 정치인들은 3대 신사 중에서 이세와 메이지는 아무 항의가 없는데, 야스쿠니가 뭐가 다르다고 그렇게 항의하는지 모르겠다고 주장하고 있다.

## 같이 보기
- 신사본청